# Нортдејл (Флорида)
Нортдејл (енгл. Northdale) насељено је место без административног статуса у америчкој савезној држави Флорида.

## Демографија
По попису из 2010. године број становника је 22.079, што је 1.618 (7,9%) становника више него 2000. године.
| Група             | 2000.          | 2010.          |
| Белци             | 15.125 (73,9%) | 13.984 (63,3%) |
| Афроамериканци    | 1.149 (5,6%)   | 1.514 (6,9%)   |
| Азијати           | 750 (3,7%)     | 1.029 (4,7%)   |
| Хиспаноамериканци | 3.074 (15,0%)  | 5.191 (23,5%)  |
| Укупно            | 20.461         | 22.079         |